# رافائل گارسیا تورس
رافائل گارسیا تورس (انگلیسی: Rafael García Torres؛ زادهٔ ۱۴ اوت ۱۹۷۴) یک بازیکن فوتبال اهل مکزیک است. 
وی همچنین در تیم ملی فوتبال مکزیک بازی کرده، و برای این تیم در جام های جهانی ۲۰۰۲ و ۲۰۰۶ به میدان رفته است.